# Мбайе, Ибраима
Ибраима́ Мбайе́ (фр. Ibrahima Mbaye; род. 19 ноября 1994, Гедиавай) — сенегальский футболист, защитник. Выступал за сборную Сенегала.

## Карьера
Ибраима Мбайе начал свою карьеру в футбольной академии «Этой Лузитана» в Дакаре. В возрасте 16-ти лет он перешёл в академию итальянского клуба «Интернационале». Он там прошёл все молодёжные команды, а с Примаверой «Интера» выиграл NextGen Series и молодёжный чемпионат Италии. 9 августа 2012 года футболист дебютировал в первой команде клуба: выйдя на замену вместо Юто Нагатомо в матче Лиги Европы против «Хайдука». В возрасте 18-ти лет сенегалец продлил контракт с командой до 2016 года. Летом 2013 года Мбайе на правах аренды перешёл в «Ливорно». Там же он дебютировал в серии А в матче с «Ромой». В этом клубе футболист играл в основном составе, проведя за сезон 25 матчей и забил 2 гола. По возвращении в «Интер», защитник продлил контракт с клубом до 2017 года на улучшенных условиях.
23 января 2015 года Мбайе был арендован клубом «Болонья» за 500 тыс. евро, плюс в случае продвижения клуба в серию А, «Болонья» обязывалась выплатить миланскому клубу ещё 2750 тыс. евро, а сам игрок заключить договор с клубом до 2019 года. С учётом выхода «Болоньи» в серию А, соглашение было погашено.

## Достижения
«Интернационале»
- Победитель NextGen Series: 2011/2012

Сборная Сенегала
- Обладатель Кубка африканских наций: 2021

## Статистика

### Клубная
По состоянию на 28 мая 2016
| Сезон   | Клуб           | Лига    | Чемпионат | Чемпионат | Кубок | Кубок | Континт. | Континт. |
| Сезон   | Клуб           | Лига    | Игры      | Голы      | Игры  | Голы  | Игры     | Голы     |
| ------- | -------------- | ------- | --------- | --------- | ----- | ----- | -------- | -------- |
| 2012/13 | Интернационале | Серия А | 0         | 0         | 0     | 0     | 2        | 0        |
| 2013/14 | Ливорно        | Серия А | 2         | 2         | 0     | 0     | —        | —        |
| 2014/15 | Интернационале | Серия А | 4         | 0         | 0     | 0     | 3        | 0        |
| 2014/15 | Болонья        | Серия В | 11        | 1         | 0     | 0     | —        | —        |
| 2015/16 | Болонья        | Серия А | 15        | 0         | 1     | 0     | —        | —        |
| 2016/17 | Болонья        | Серия А | 0         | 0         | 0     | 0     | —        | —        |

### Международная
| Матчи Ибраима Мбайе в составе сборной Сенегала | Матчи Ибраима Мбайе в составе сборной Сенегала | Матчи Ибраима Мбайе в составе сборной Сенегала | Матчи Ибраима Мбайе в составе сборной Сенегала | Матчи Ибраима Мбайе в составе сборной Сенегала | Матчи Ибраима Мбайе в составе сборной Сенегала | Матчи Ибраима Мбайе в составе сборной Сенегала |
| Дата                                           | Место проведения                               | Оппонент                                       | Счёт                                           | Голы                                           | Соревнование                                   |                                                |
| ---------------------------------------------- | ---------------------------------------------- | ---------------------------------------------- | ---------------------------------------------- | ---------------------------------------------- | ---------------------------------------------- | ---------------------------------------------- |
| 28 мая 2016                                    | Кигали                                         | Руанда                                         | 2:0                                            | -                                              | Товарищеский матч                              |                                                |
| 16 октября 2018                                | Хартум                                         | Судан                                          | 1:0                                            | -                                              | Квалификация КАН-2019                          |                                                |
| 17 ноября 2018                                 | Бата                                           | Экваториальная Гвинея                          | 1:0                                            | -                                              | Квалификация КАН-2019                          |                                                |